# 블러디 페이스: 연쇄살인마
블러디 페이스: 연쇄살인마(American Horror Story: Asylum)는 FX 드라마 아메리칸 호러 스토리 시즌 2 아메리칸 호러 스토리: 정신병자 수용소에 해당하는 한국 방영 제목이다.

## 줄거리
부폐한 정신병원에서 벌어지는 미스터리한 이야기.

## 출연
- 애덤 리바인
- 제시카 랭
- 재커리 퀸토
- 에반 피터스
- 릴리 라베
- 프란시스 콘로이
- 사라 폴슨